# Олух-Шумшеваші
Олу́х-Шумшева́ші (рос. Олух-Шумшеваши, чув. Улăх Шĕмшеш) — присілок у складі Аліковського району Чувашії, Росія. Входить до складу Шумшеваського сільського поселення.
Населення — 49 осіб (2010; 76 у 2002).
Національний склад:
- чуваші — 99 %